# Brownsboro (Teksas)
Brownsboro je grad u američkoj saveznoj državi Teksas. Prema popisu stanovništva iz 2010. u njemu je živjelo 1.039 stanovnika.